# Relazioni bilaterali tra Italia e Santa Sede

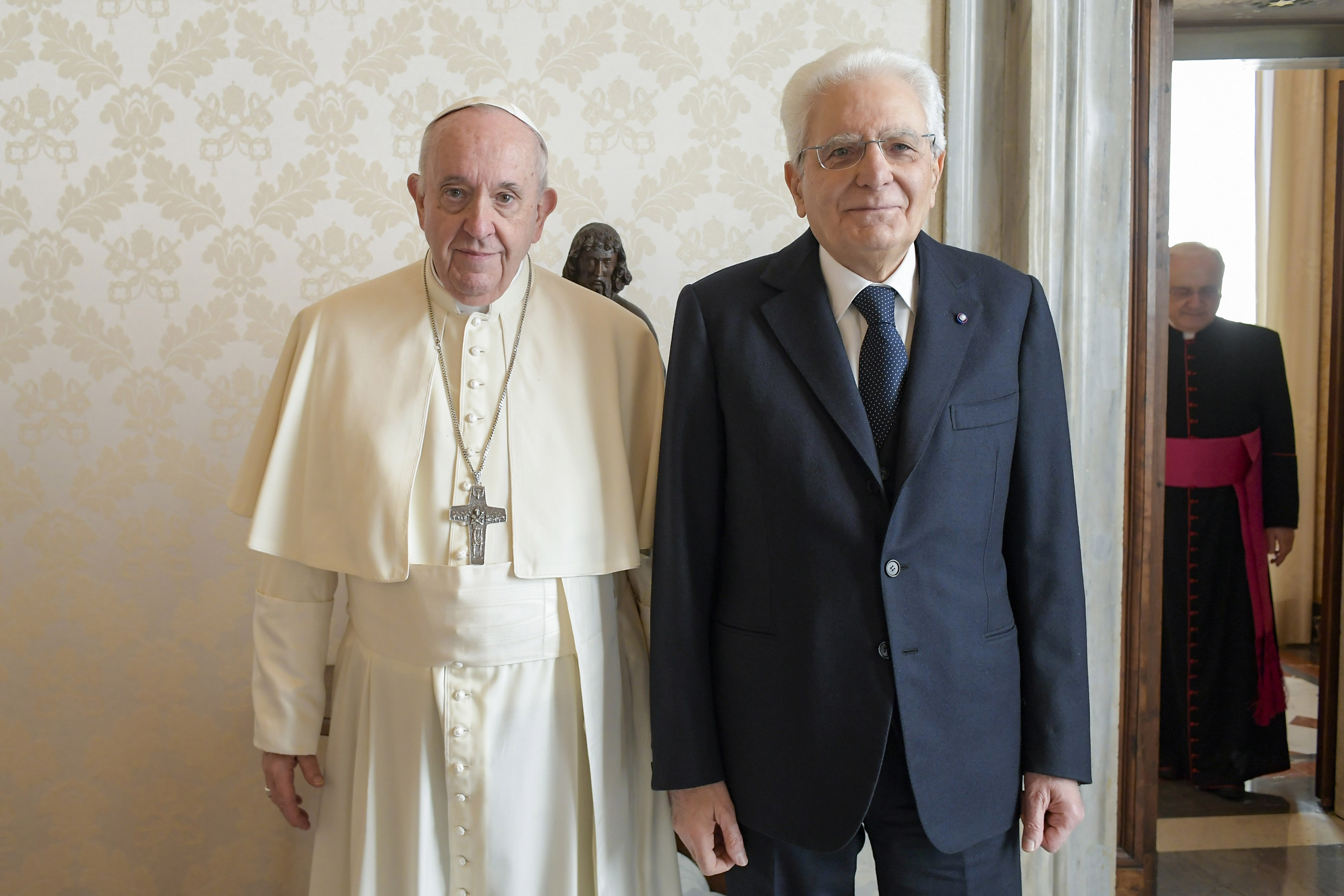
Papa Francesco con il Presidente della Repubblica Italiana Sergio Mattarella nel 2021

Le relazioni bilaterali tra Italia e la Città del Vaticano iniziarono con i Patti Lateranensi sottoscritti l'11 febbraio 1929, in cui vi fu il riconoscimento tra l'allora Regno d'Italia e la Santa Sede. Il Regno d'Italia cessò di esistere il 2 giugno 1946, quando a seguito di un referendum divenne la Repubblica Italiana.

## I nunzi apostolici per l'Italia e San Marino
Il Nunzio apostolico per l'Italia è l'arcivescovo Emil Paul Tscherrig. I suoi predecessori dal 1929 erano:
- Francesco Borgongini Duca (Dal 30 giugno 1929 - 1953)
- Giuseppe Fietta (Dal 26 gennaio 1953 - 15 dicembre 1958)
- Carlo Grano (Dal 14 dicembre 1958 - 1967)
- Egano Righi-Lambertini (Dall'8 luglio 1967)
- Romolo Carboni (Dal 26 aprile 1969 - 19 aprile 1986)
- Luigi Poggi (Dal 19 aprile 1986 - 9 aprile 1992)
- Carlo Furno (Dal 15 aprile 1992 - 26 novembre 1994)
- Francesco Colasuonno (Dal 12 Nov 1994 - 21 febbraio 1998)
- Andrea Cordero Lanza di Montezemolo (Dal 7 marzo 1998 - 17 aprile 2001)
- Paolo Romeo (Dal 17 aprile 2001 - 19 dicembre 2006)
- Giuseppe Bertello (Dal 19 dicembre 2006 - 1º ottobre 2011)
- Adriano Bernardini (Dal 1º ottobre 2011 - 12 settembre 2017)
- Emil Paul Tscherrig (Dal 12 settembre 2017 - in carica)